# Markvartice (Děčíni járás)
Markvartice település Csehországban, Děčíni járásban. Markvartice Dobrná, Huntířov, Horní Habartice, Velká Bukovina és Veselé településekkel határos. Lakosainak száma 741 fő (2024. január 1.).

## Népesség
A település lakosságának változását az alábbi diagram mutatja:
| Lakosok száma | 1976 | 1263 | 1146 | 632  | 578  | 647  | 691  | 701  | 692  | 741  |
|               | 1869 | 1900 | 1921 | 1961 | 1991 | 2011 | 2016 | 2019 | 2021 | 2024 |